# 建康 (漢)
建康（けんこう）は、後漢の順帝劉保の治世に行われた5番目の元号。144年。

## 出来事
- 元年4月：漢安3年を建康元年と改元。
- 元年8月：順帝崩御。沖帝劉炳が即位。わずか2歳の幼帝であり、梁太后が朝に臨む。

## 西暦・干支との対照表
| 建康 | 元年  |
| 西暦 | 144年 |
| 干支 | 甲申  |